# BonziBuddy
BonziBuddy（ボンジー・バディ、ボンジ・バディ、ボンズィ・バディ）とはBonziSoftware, Inc.のJoe Bonzi と Jay Bonziが設計・配布したMicrosoft Windows向けのソフトウェアである。
BonziBuddyはMicrosoft Agentの機能を使用したデスクトップ型バーチャルアシスタントであり、言葉を話すことや電子メールのチェック、ファイルダウンロード・カレンダースケジュールの管理、歌を歌ったり、冗談、事実を言うことなどが可能。それ以外にもソリティアやチェス、アドオンなどといったソフトウェアも付属している。しかしBonziBuddyはブラウザのネットサーフィンや検索サイトの検索結果を基に広告を表示するアドウェアやユーザーの許可なく住所や個人情報の収集・追跡を行いバックドアを含むスパイウェア、使用中にセキュリティアラートのメッセージダイアログボックスを表示しBonziSoftware関連の製品をインストールさせるなどとして訴訟となり、米国児童オンラインプライバシー保護法に違反するとしてそれぞれ40万ドルと7万5千ドルの罰金の支払いを命じ、2004年に廃止となり2008年にはウェブサイトが閉鎖されたが現在も存在する。それ以外にもユーザーの許可なくWebブラウザの限定のホームページをbonzi.comに常に切り替えたり、ツールバーのインストールも含まれる。

## 開発
開発当初はMicrosoftが1999年に開発した緑色のオウムのキャラクターであるピーディー（英語:peedy）が使用されたが後に紫色の猿のオリジナルキャラクターを使用するようになった。

## テキスト読み上げ音声
このソフトウェアは、ユーザーとの対話を実現するためにテキスト読み上げ音声が含まれている。この音声はMicrosoft Sydneyとよばれる古いLernout & Hauspie Microsoft Speech API 4.0 パッケージから使用された。

## コンピュータウイルスとしての派生
また一部ではBonziBuddy自体をコンピュータウイルスの一種として扱う人もいるが、実際にコンピュータウイルスとして派生したものも存在する。MEMZの開発者であるLeurakはBonzifyを開発しVinesauceのWindows Vista Destruction ストリームでJoelによって紹介された。またそれ以外の亜種も存在する。

### BonziRogue
BonziBuddyをマルウェア化したコンピュータウイルス。

### BonziKill
出典：
最初は、BonziBuddyが自己紹介やクリッパー（Officeアシスタントのキャラクター「英語：Clippy」）の死を語り始め、「世界で最も迷惑でうるさい音」についてや卑わいな言葉・単語、ミームを話しその後、PC最適化の目的でBonziBuddyはファイルを勝手にダウンロードしたり、いくつかのファイルを削除したり、場合によってはコンピュータを再起動するコンピュータウイルス。また有名なマルウェアであるPC optimizer Proをインストールする。

### Bonzify
出典：
BonzifyはMEMZの開発者であるLeurakが開発しVinesauceのWindows Vista Destruction ストリームでJoelによって紹介された。OSに表示されるアイコンをすべてのBonziBuddyに置き変えるコンピュータウイルス。

## 訴訟
2002年12月4日の集団訴訟でBonzi Software に対してBonzi が自社のバナー広告を使用して Windows コンピュータのアラートを欺瞞的に模倣し、ユーザーの IP アドレスが以下であることをユーザーに警告したと訴えた。和解の途中で、Bonzi Softwareは広告を Windowsのダイアログ ボックスではなく実際の広告に近づけるように修正することに同意した。
2004年2月18日には連邦取引委員会は、年齢未満の子供から個人情報を収集することによって児童オンライン プライバシー保護法に違反したとして、手数料など 75,000 米ドルの支払いを命じられたことを示す声明を発表した。

## BonziSoftware, inc.のインターネットバナー広告リーチの利益
Nielsen//NetRatingsは2001年3月のグローバル・インターネット利用動向調査結果で23位になったが、2006年6月における同社の広告ランキングではアメリカ合衆国で1位となっている。

## 現在
現在ではBonziBuddyの開発は行っておらずiPromoteとよばれる広告ビジネスプラットフォームを行っている。しかしSkype用の広告でBonziBuddyの画像を広告として使用することから、現在でも名残がある。